# Jean-Marc Petroff
Jean-Marc Petroff, né le 24 janvier 1962 à Toulon et mort le 17 mars 2012 à Fresnes, est un tueur en série français, reconnu coupable de quatre meurtres notamment celui de Jean-Claude Poulet-Dachary, bras droit de Jean-Marie Le Chevallier, maire Front national (FN) de Toulon.  

## Biographie

### Jeunesse
Jean-Marc Petroff naît le 24 janvier 1962 à Toulon. Il grandit dans une famille instable, avec une mère violente physiquement et un père agressif verbalement. Durant leur enfance, Petroff et ses sœurs sont régulièrement battus par leur mère et fouettés à coups de laisses pour chiens,.
En 1976, à l'âge de 14 ans, Petroff découvre qu'il est bisexuel. Ne souhaitant pas le montrer à l'école, il abandonne son parcours scolaire en classe de troisième. Il s'engage alors dans l'armée dans l'artillerie marine de Rennes. Il est décrit comme étant « un garçon renfermé » et n'a que peu d'amis. Lorsque Petroff est arrêté pour vol, ses parents rompent tout contact avec lui : seules ses sœurs restent proches de lui.
Selon sa soeur, Petroff est « un garçon très sensible » qui « aime les enfants ». Il rêve de construire un foyer avec une femme stable. Lorsqu'il rencontre sa concubine, dans les années 1980, sa joie sa transforme rapidement en déception. Le fait qu'elle ne sache pas cuisiner ni faire le ménage énerve Petroff, au point qu'il la frappe régulièrement : selon lui, elle manque de savoir vivre.
Le 3 août 1993, Petroff ne supporte plus sa compagne et la met à la porte. Déjà instable professionnellement, il sombre dans la marginalité.
Entre septembre 1993 et août 1995, Petroff entrient une relation homosexuelle avec Jean-Claude Poulet-Dachary, le bras droit de Jean-Marie Le Chevallier, maire Front national (FN) de Toulon. Le couple s'adonne au sécurisexe et a des rapports réguliers,.

### Mort de Jean-Claude Poulet-Dachary
Le 29 août 1995, Jean-Claude Poulet-Dachary, 46 ans, est retrouvé mort au pied des escaliers de son immeuble. Les constatations effectuée sur place mettent en évidence un décès dû à une chute dans les escaliers. Une résidente de l'immeuble témoigne même sur le fait qu'une vieille dame a dû déménager à cause de cela. La mort de l'homme politique s'avère rapidement complexe car celle-ci est partagée entre une mort accidentelle et un crime politique. Les médias s'emparent rapidement de l'affaire, qui suscite l'intervention de Jean-Marie Le Chevallier et de Jean-Marie Le Pen,.
Dans la nuit du 30 août 1995, deux membres du Service d'ordre du FN inspectent les lieux du crime. Ils tombent sur Petroff, qui gare son cyclomoteur pour rentrer dans l'immeuble. Interpelé par les deux hommes, Petroff répond également venir pour la même affaire. Face à certaines questions des deux membres, il répond ne pas l'avoir tué et se précipite sur son cyclomoteur, avant de prendre la fuite. Le lendemain, les deux hommes signalent les faits à Jean-Marie Le Chevallier, mais celui-ci refuse toute considération à cette rencontre car il désigne ce crime comme politique,.
Petroff se présente au commissariat de Toulon, le 4 septembre 1995, pour décrire sa relation avec Poulet-Dachary. Interrogé sur son emploi du temps, la nuit de la mort, il affirme avoir passé la soirée avec deux lesbiennes. Celle-ci sont interrogées et confirment l'alibi de Petroff, qui est relâché.

### Meurtres de sans-abris
Un soir de novembre 1995, Petroff tue Alain Doridot, un sans-abri de 39 ans, dans un squat Toulonnais, après l'avoir roué de coups de poing et de gifles. En compagnie d'autres marginaux, Petroff menace de les tuer s'il venaient à le dénoncer. Ceux-ci prennent peur, en voyant la colère de Petroff, et décident de l'écouter. Il ordonne à l'un d'entre-eux de le conduire avec le corps dans un bois, qui accepte face aux énervements de Petroff. Arrivé dans un bois isolé de Signes enterre sa victime. Interrogés sur ces faits, aucun des complices ne dit savoir ce qu'il est advenu du sans-abi. Tous sont relâchés et reprennent le cours de leur vie,,.
Dans la nuit du 30 au 31 juillet 1998, Petroff invite chez-lui Aoun Amarouche, 36 ans, et Patricia Leblanc, 31 ans, deux sans-abris, au rez-de-chaussée de l'immeuble Bon Abri, situé 28 boulevard Alata à Toulon. Alors que le couple dort, Petroff frappe Amarouche et Leblanc respectivement de neuf et dix coups de hache. Ignorant si le couple est décédé, il saisit ensuite un démonte-pneu pour étouffer ses victimes, qui meurent rapidement. Après avoir commis son crime, Petroff tente s'essuyer les traces de sang, sur les murs, le sol et le plafond, mais ne parvient pas à tout enlever. Il réalise alors qu'il est piégé et appelle la police pour se dénoncer,,,,.

### Arrestation, incarcération et mise en cause dans les quatre morts
Le 31 juillet 1998, Petroff est interpelé à sa résidence et placé en garde à vue. Les lieux sont perquisitionnés et laissent les policiers sans voix : l'habitation est insalubre et maculée de sang. Les corps d'Amarouche et Leblanc sont retrouvés défigurés et avec le crâne fracassé. Lorsqu'il est interrogé, Petroff évoque une dispute ayant mal tourné. Il apparaît directement comme « froid » et impassible car il ne montre aucun affect pour le couple assassiné. Les gendarmes sont même choqué d'apprendre que Petroff se soit plus soucié des taches de sang que de ses victimes,,.
A l'issue de sa garde à vue, le 1er août 1998, Petroff est mis en examen pour meurtres, accompagnés d'actes de torture, puis placé en détention provisoire, à la Maison d'arrêt de Toulon. Lorsque sa photo est publiée dans le journal de Var-Matin, les deux membres du Service d'ordre du FN le reconnaissent immédiatement et en parle à Le Chevallier, mais celui-ci refuse de nouveau d'y croire,,.
En avril 1999, les enquêteurs se penchent sur disparition d'Alain Dordot, en 1995, en rouvrent une information judiciaire pour « enlèvement et séquestion ». Petroff devient le suspect numéro un car il était présent le dernier soir où Doridot a été vu vivant. Les enquêteurs soupçonnent également les autres marginaux, présents le soir des faits, d'avoir joué un rôle dans la disparition,,.
Tous sont placés en garde à vue, le 27 juillet 1999, au commissariat de Toulon. Lors de son interrogatoire, Petroff reconnaît avoir tué Doridot, après l'avoir frappé à mort, et dit l'avoir enterré dans un bois de Signes. Le lendemain, les policiers se rendent sur les lieux, désignés par Petroff, et découvrent le squelette de Doridot. A l'issue de sa garde à vue, Petroff est mis en examen pour le meurtre et reconduit à la Maison d'arrêt de Toulon,,.
En ce qui concerne la mort de Poulet-Dachary, l'un des deux membres du Service d'ordre du FN contacte une policier des renseignements généraux, qu'il connaît. Celui-ci écoute les déclarations de son auditeur et ouvre une enquête pour meurtre. En enquêtant sur Petroff, il relève un comportement plus que suscpect de la part de celui-ci : le fait de dire qu'il n'a pas tué, le lendemain soir du meurtre, et le fait qu'il se présente six jours plus tard pour se constituer un alibi, dans lequel il affirme avoir passé la soirée avec deux lesbiennes. Les deux jeunes femme sont ré-interrogées, mais réfutent cette fois-ci avoir passé la soirée avec Petroff, la nuit du crime. Le suspect n'a donc plus d'alibi,,.
Le 13 septembre 1999, Petroff est placé en garde à vue pour le meurtre de Poulet-Dachary. Il nie, dans un premier temps, être à l'origine des faits, mais se voit confronté aux rétractations des deux lesbiennes. Après plusieurs auditions, Petroff reconnaît avoir fait un détour chez la victime pour la rejoindre. Il dit avoir été invité par Poulet-Dachary, mais que celui-ci lui a reproché d'avoir vu les deux lesbiennes, alors qu'ils étaient dans les escaliers. Petroff dit alors avoir poussé Poulet-Dachary par dessus la rambarde des escaliers. Interrogé sur la position de Poulet-Dachary, Petroff répond que celui-ci se trouvait à sa droite. Le lieutenant lui fait alors comprendre que la victime devait plutôt être à sa gauche, pour faire cette chute. Petroff se trouble et décide de se rétracter. Petroff est mis en examen, le 14 septembre 1999, pour « coups et blessures volontaires ayant entraîné la mort sans intention de la donner » puis reconduit à la Maison d'arrêt de Toulon,,.

### Procès et condamnations
Les 22 juin 2000, Petroff comparaît devant la cour d'assises de Draguignan, pour le double meurtre à la hache d'Aoun Amarouche et de Patricia Leblanc. Désormais âgé de 38 ans, Petroff n'explique pas ses gestes et affirme que le crime est lié à une dispute entre alcooliques. Les psychiatres l'ayant examiné relèvent en Petroff une personnalité psychopathique, dénuée des sentiments, et qui présente un risque élevé de récidive. L'avocat général requiert une peine de réclusion criminelle à perpétuité, en confirmant la dangerosité de l'accusé,.
Le 23 juin 2000, Petroff est condamné à 30 ans de réclusion criminelle assortie d'une peine de sûreté de 20 ans.
En 2001, Petroff comparaît pour le meurtre du sans-abri Alain Doridot, devant la Cour d'assises de Draguignan. Il bénéficie de circonstances atténuantes et est condamné à 20 ans de réclusion criminelle.
Le 11 décembre 2001, alors que Petroff est toujours mis en examen pour « coups et blessures volontaires ayant entraîné la mort sans intention de la donner » sur la personne de Poulet-Dachary, le chef de poursuite est requalifié en meurtre. La chambre d'accusation renvoie Petroff devant la cour d'assises, le 8 décembre 2004.
Petroff comparaît du 13 au 16 décembre 2005, devant la cour d'assises de Draguignan. Par délibération du jury, il est acquitté, mais reste incarcéré pour les trois autres meurtres. Le procureur général interjette cependant appel et de renvoyer le dossier devant la cour d'appel d'Aix-en-Provence. Petroff est finalement condamné à 15 ans de réclusion criminelle pour l'homicide de Jean-Claude Poulet-Dachary, le 1er décembre 2006. Cette peine ainsi que la précédente sont confondues avec la première et la plus lourde : 30 ans de réclusion criminelle assortie d'une peine de sûreté de 20 ans,,.

### Mort
Jean-Marc Petroff meurt le 17 mars 2012, à la Maison d’arrêt de Fresnes, après 13 ans et demi de détention, à l'âge de 50 ans.

### Filmographie
- Épisode Jean-Marc Petroff, la mort de Jean-Claude Poulet-Dachary, 17e épisode de la huitième saison de la série Faites entrer l'accusé, d'une durée de 83 minutes et 19 secondes. Réalisation de Bernard Faroux. Diffusé pour la première fois le 15 avril 2008 sur la chaîne France 2. Autres crédits : Christophe Hondelatte, Christian Gerin, Dominique Rizet.